# Кенија ервејз
Кенија ервејз (енгл. Kenya Airways) је национална и највећа авио-компанија Кеније, са седиштем у Најробију. Највећа база је на аеродрому Џомо Кенјата, која се налази поред Најробија и служи за редовне летове ка дестинацијама у Африци, Европи и Азији.
Кенија ервејз је члан авио алијансе СкајТим.

## Историја
Авио-компанија је основана у фебруару 1977. године, након распада Источноафричке заједнице након гашења Ист Африкан ервејза. Кенијска влада поседовала је авио-компанију у потпуности све до априла 1996. године.
Финансијску годину 1993/94, Кенија ервејз је први пут завршила са профитом откад је настача. У 1995. години, Кенија ервејз је започела процес реструктурирања дугоба и потписала стратешки уговор са КЛМом који је купио 26% акција авио-компаније.
У априлу 2004. године је Кенија ервејз поново обновила своју карго компанију под именом Кенија ервејз карго. У 2005. години Кенија ервејз је променила изглед шара на авионима.

## Редовне линије
За више информација погледајте: Редовне линије Кенија ервејза

## Флота
| Тип             | Укупно                    | Седишта      | Напомена               |
| --------------- | ------------------------- | ------------ | ---------------------- |
| Боинг 737-300   | 4                         | 116 (16/100) |                        |
| Боинг 737-700   | 4                         | 116 (16/100) |                        |
| Боинг 737-800   | 2                         | 145 (16/129) |                        |
| Боинг 767-300ЕР | 6                         | 216 (20/196) |                        |
| Боинг 777-200ЕР | 4                         | 322 (28/294) |                        |
| Боинг 787-8     | (9 поручених) (+4 опција) | 263          |                        |
| Ембраер 170     | 1 (+2 поручених)          | 72           | очекиван долазак: 2007 |
| Сааб 340Б       | 2                         | 34           |                        |